# Merpins
Merpins é uma comuna francesa na região administrativa da Nova Aquitânia, no departamento de Charente. Estende-se por uma área de 10,46 km². Em 2010 a comuna tinha 1 127 habitantes (densidade: 107,7 hab./km²).